# کردینس بنک
کردینس بنک (انگلیسی: Credins Bank) شرکت خدمات مالی و بانکداری آلبانیایی است، که در سال ۲۰۰۳ تأسیس شد.